# Municipio de Guildford
Guildford es un distrito no metropolitano con el estatus de municipio, ubicado en el condado de Surrey (Inglaterra). Tiene una superficie de 270,93 km². Según el censo de 2001, Guildford estaba habitado por 129 701 personas y su densidad de población era de 478,73 hab/km².